# تيم غودير
تيم غودير (بالإنجليزية: Tim Goodyear)‏ هو رسام كارتون أمريكي، ولد في 1977 في كاليفورنيا في الولايات المتحدة.

## وصلات خارجية
- الموقع الرسمي